# Моллвейде, Карл Брандан
Карл Брандан Моллвейде (также известно написание фамилии как «Мольвейде», нем. Carl Brandan Mollweide; 3 февраля 1774, Вольфенбюттель — 10 марта 1825, Лейпциг) — математик и астроном в Галле и Лейпциге.
До 1816 работал в обсерватории Лейпцигского университета. В 1812 году он назначен ординарным профессором астрономии, а в 1814 году — ординарным профессором математики. С 1820 по 1823 годы был деканом философского факультета.
Моллвейде продолжил издание «Wörterbuch der reinen Mathematik» Клюгеля, подготовив к печати 4-й том (закончено Грунертом в 1823—1831 гг.).
Именем Моллвейде названы картографическая проекция Моллвейде (или проекция Мольвейде) — равновеликая эллиптическая псевдоцилиндрическая проекция, а также тригонометрические формулы (формулы Моллвейде или формулы Мольвейде), выражающие зависимость между длинами сторон и углами треугольника.